# Toyota Celica
O nome Toyota Celica designou sete gerações de carros do tipo coupe fabricado pela empresa japonesa Toyota. O nome Celica pensa-se ser derivado da palavra latina coelica (AFI: [selika]) querendo dizer "celestial".[carece de fontes?]
Ao longo das várias gerações do veículo, foi sempre utilizada a motorização de quatro cilindros. A mudança mais significativa ocorreu em 1986, quando a tracção passou a ser proporcionada pelas rodas da frente em oposição à tracção traseira anteriormente utilizada.
A primeira geração do Celica foi revelada no ano de 1970, no Tokyo Motor Show e era direccionada para um público alvo que desejava uma maior poupança de gasolina, espírito desportivo e bastantes extras a um reduzido preço. O protótipo da primeira geração do Celica foi o 2000GT um dos carros com melhor performance e inovação dos finais dos anos 60.
O Celica dispunha de 4 versões de equipamento, versão LT, ST, GT e GTV. Sendo a última exclusiva do mercado doméstico Japonês.
As diferenças entre as três versões revelam-se quer em diferentes pormenores de interiores e exteriores quer no compartimento do motor.
Ao nível do compartimento do motor, a gama mais baixa LT era equipada com um único carburador, sendo o motor denominado 2T com 1600 cm³, enquanto que a versão ST apresentava carburadores Aisan duplos, 2TB e caixa de 5 velocidades.
A versão GT era equipada com o motor 2T-G consistindo num bloco de motor DOHC (Dupla Árvore de Cames) com carburadores duplos Solex.
A versão GTV consistia basicamente na versão GT com menos equipamento de série de forma a se tornar mais leve e uma suspensão mais rígida.

## Galeria
- Primeira geração (1970-1977)
- Segunda geração (1977-1981)
- Tercerira geração (1981-1985)
- Quarta geração (1985-1989)
- Quinta geração (1989-1993)
- Sexta geração (1993-1999)
- Sétima geração (1999-2006)